# Гай Октавій Аппій Светрій Сабін
Гай Октавій Аппій Светрій Сабін (лат. Gaius Octavius Appius Suetrius Sabinus; до 193 — після 240) — державний та військовий діяч Римської імперії, дворазовий консул 214 і 240 років.

## Життєпис
Походив із роду Октавіїв з м. Істеріум (сучасне м. Васто) у Самніумі. Про батьків та молоді роки немає відомостей. З 193 до 194 року входив до колегії децемвірів, яка займалася розглядом судових справ з цивільних питань. У 201 році став квестором. У 203 році обіймав посаду народного трибуна. У 206 році призначено претором. У 207 році отримав посаду легата в провінції Африка.
З 209 до 210 року був куратором Латинської дороги. У 210—211 роках займався розглядом цивільних справ в областях Емілія та Лігурія. У 211 році очолив XXII легіон Фортуни Першонародженої у провінції Верхня Германія.
У 213 році як коміт імператора Каракалли брав участь у поході проти германських племен. Із жовтня до грудня того ж року як імператорський легат-пропретор керував провінцією Реція.
У 214 році став консулом разом із Луцієм Валерієм Мессалою Аполлінарієм. З 215 до 216 року був префектом фондів, що опікувалися бідними дітьми. У 216—217 роках на посаді імператорського легата-пропретора керував провінцією Нижня Паннонія. Тоді ж увійшов до колегій авгурів та понтифіків. У 217 році після сходження на трон Макріна Сабін був позбавлений посади пропретора.
До імператорського двору  повернувся за правління імператора Геліогабала. У 230 році призначений проконсулом провінції Африка. У 240 році вдруге став консулом, цього разу разом з Рагонієм Венустом. Про подальшу долю нічого невідомо.